# Luca Belludi
Luca Belludi, né vers 1200 à Padoue et mort le 17 février 1286 dans cette même ville, est un religieux franciscain italien, compagnon de saint Antoine de Padoue et reconnu bienheureux par l'Église catholique.

## Biographie

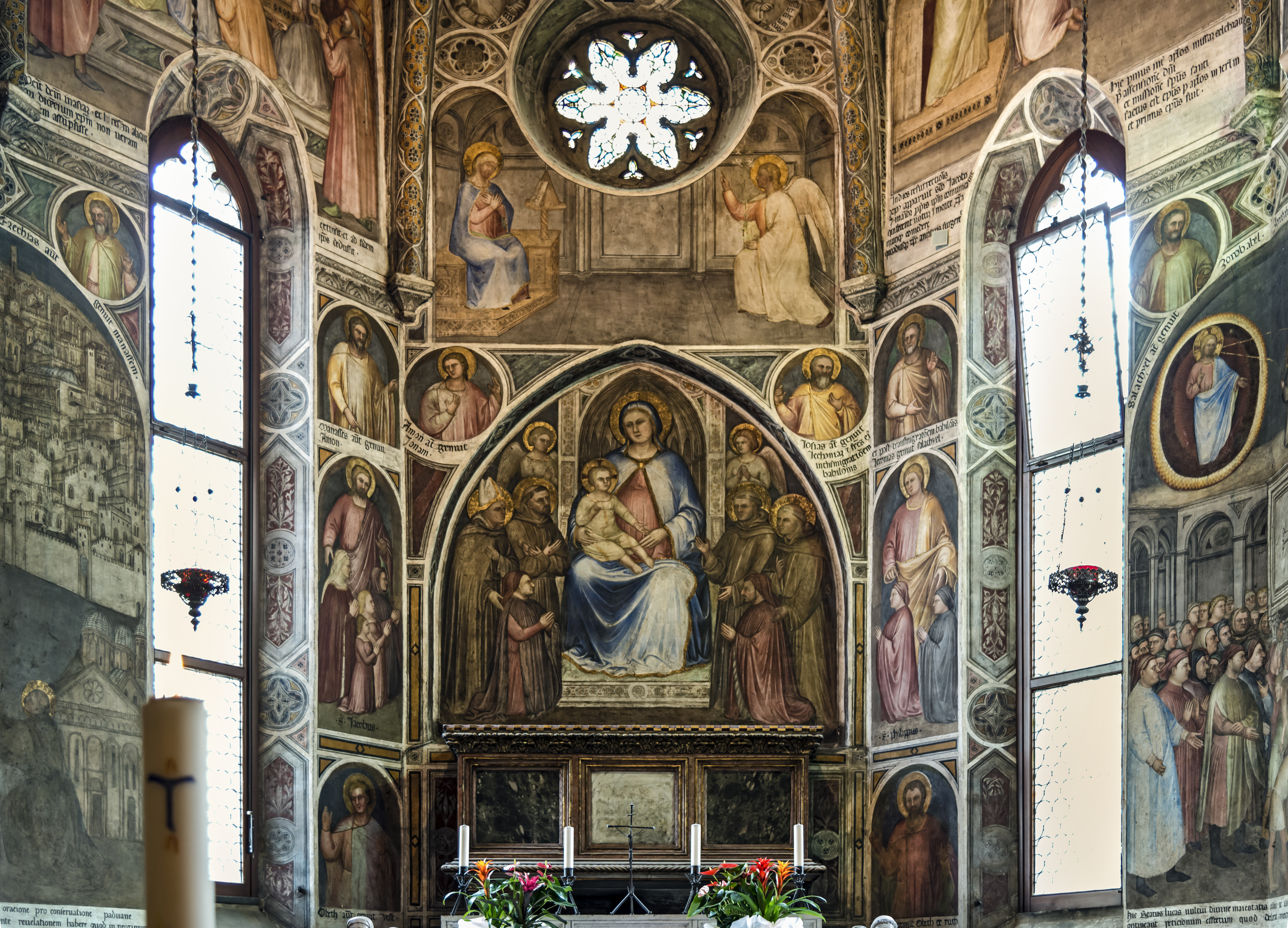
Chapelle du Bienheureux Luca Belludi dans la basilique de Saint Antoine de Padoue

Issu d'une famille noble originaire de Padoue, il est ordonné moine en 1227. Ce fut un prêtre savant et cultivé qui fréquenta dans sa jeunesse l'Université de Padoue. Il connut saint Antoine de Padoue, qui fut pour lui un ami sincère et fidèle. Il aida également ce dernier en l'assistant dans la rédaction de ses sermons.
Il s'engagea pour libérer Padoue de la tyrannie d'Ezzelino, qui y sévissait aux alentours de 1256. Il encouragea la libération de la ville par des prières à saint Antoine de Padoue, saint auquel il resta fidèle même après sa mort.
Après la mort de Belludi le 17 février 1286 son corps fut déposé dans l'urne qui contenait la dépouille de saint Antoine, pour honorer sa fidélité au saint, jusqu'à son transport en 1971 dans la chapelle du Bienheureux Luca, de saint Philippe et de Jacques le Mineur, apôtres.
Le 18 mai 1927, Pie XI béatifie Luca Belludi. Aujourd'hui il nous reste de Luca Belludi ses sermons et le fait qu'il est connu pour assister les étudiants dans leurs études, qui le prient pour réussir. On dit de lui qu'il « fut disciple et compagnon de saint Antoine de Padoue, homme très sage, excellent entre les prédicateurs et semblable dans la vie et la doctrine à son maître ». Une rue voisine du Prato della Valle et le cloître extérieur de la Basilique Saint-Antoine de Padoue, construit dans le style gothique, lui sont dédiés.